# داني باتريك
داني باتريك (بالإنجليزية: Danny Patrick) هو مدرب كرة سلة وسياسي أمريكي، ولد في 8 يوليو 1941، وتوفي في 26 يوليو 2009 في سبرينغدل في الولايات المتحدة. حزبياً، نشط في الحزب الجمهوري. وقد انتخب مدير المدرسة.